# Mave (grupo musical)
Mave (en hangul, 메이브; estilizado como MAVE:), es un grupo femenino virtual surcoreano, formado por Metaverse Entertainment en 2023. El grupo está compuesto por SiU, Zena, Marty y Tyra, quienes son integrantes hiperrealistas generadas por una inteligencia artificial, utilizando aprendizaje automático, deepfake y animación por computadora.

## Historia

### 2022: Formación
Mave se formó en 2022, cuando el 8 de noviembre se informó de que Metaverse Entertainment, que es una filial de la empresa desarrolladora de juegos Netmarble, estaba preparando el debut de un grupo de idols virtuales. Al parecer, la creación del grupo responde a un cambio en la industria musical coreana, a medida que los grupos de K-pop y las empresas de entretenimiento se adentran en la posibilidad de introducir diversas formas de entretenimiento en el metaverso; aunque el grupo no es el primero en incluir idols virtuales, sí es el primer grupo de K-pop creado íntegramente dentro del metaverso.El grupo es capaz de comunicarse en cuatro idiomas: coreano, francés, inglés e indonesio, gracias a la ayuda de un generador de voz con IA, pero sus voces y coreografías son creadas por intérpretes humanos no identificados.
El grupo se formó como una colaboración entre Kakao y Netmarble, mientras que Kakao participó en la inversión y distribución de la música del grupo.

### 2023–presente: Debut y comeback conWhat's My Name
El 11 de enero de 2023, Metaverse Entertainment anunció a través de Twitter que Mave lanzaría su álbum debut Pandora's Box el 25 de enero con dos sencillos: «Pandora» y «Wonderland (Idypia)».
El 9 de noviembre de 2023, Metaverse Entertainment anunció que Mave: está preparándose para un comeback. El grupo lanzó su primer EP What's My Name el 30 de noviembre de 2023.

## Miembros
Los nombres y posiciones están adaptados del sitio web oficial del grupo. 
- SiU (시우) — líder, vocalista
- Zena (제나) — vocalista
- Marty (마티) — bailarina, rapera
- Tyra (타이라) — rapera, bailarina

## Discografía

### Álbum sencillo
| Título                                                                                 | Detalles | Mejor posición | Ventas |
| Título                                                                                 | Detalles | COR            | Ventas |
| -------------------------------------------------------------------------------------- | --- | -------------- | ------ |
| Pandora's Box                                                                          | - Lanzamiento: 25 de enero de 2023 - Discográfica: Metaverse Entertainment - Formato(s): CD, descarga, streaming | —              | N/A    |
| «–» indica que el lanzamiento no se posicionó en la lista o no se lanzó en esa región. | |                |        |

### EP
| Título                                                                                 | Detalles | Mejor posición | Ventas |
| Título                                                                                 | Detalles | KOR            | Ventas |
| -------------------------------------------------------------------------------------- | --- | -------------- | ------ |
| What's My Name                                                                         | - Lanzamiento: 30 de noviembre de 2023 - Discográfica: Metaverse Entertainment - Formato(s): descarga, streaming | —              | N/A    |
| «–» indica que el lanzamiento no se posicionó en la lista o no se lanzó en esa región. | |                |        |

### Sencillos
| Título                                                                                 | Año  | Mejor posición | Álbum          |
| Título                                                                                 | Año  | COR            | Álbum          |
| -------------------------------------------------------------------------------------- | ---- | -------------- | -------------- |
| «Pandora»                                                                              | 2023 | —              | Pandora's Box  |
| «What's My Name»                                                                       | 2023 | —              | What's My Name |
| «–» indica que el lanzamiento no se posicionó en la lista o no se lanzó en esa región. |      |                |                |